# Ruandai Nemzetközi Törvényszék
A Ruandai Nemzetközi Törvényszék, teljes nevén „Az 1994. január 1. és 1994. december 31. között Ruanda területén elkövetett népirtásért és a nemzetközi humanitárius jog egyéb súlyos megsértéséért felelős személyek, valamint a szomszédos államok területén elkövetett népirtásért és egyéb hasonló jogsértésekért felelős ruandai állampolgárok megbüntetésére létrejött Nemzetközi Büntetőtörvényszék” (angol rövidítése: ICTR) az Egyesült Nemzetek Biztonsági Tanácsa által 1994 novemberében, a 955. számú határozatával alapított nemzetközi büntető bírói fórum, amelynek feladata az 1994. január 1. és 1994. december 31. között Ruanda területén elkövetett népirtásért és a nemzetközi humanitárius jog egyéb súlyos megsértéséért felelős személyek, valamint a szomszédos államok területén elkövetett népirtásért és egyéb hasonló jogsértésekért felelős ruandai állampolgárok megbüntetése.
1995-től a tanzániai Arushában található a törvényszék. (2006 óta Arusha ad otthont az Ember és Népek Jogainak Afrikai Bíróságának). A Törvényszék működését 1998-ban kiterjesztették. A Biztonsági Tanács több határozatában is arra szólította fel a törvényszéket, hogy fejezze be nyomozásait 2004. végéig, az összes perrel kapcsolatos aktivitást 2008. végéig és minden munkáját 2010-ig; ezen célok betartása kétséges azonban.
A törvényszéknek hatásköre van a népirtás, emberiesség elleni bűntettek és a Genfi egyezmények közös 3. Cikkének és a II. Kiegészítő Jegyzőkönyvének megsértéséből fakadó bűncselekmények felett.
Eddig[mikor?] a törvényszék 21 pert folytatott le, melyek során 28 vádlott személyt ítélt el. További 11 per folyamatban van. 14 személy vár a perére fogságban, de az ügyész közülük ötöt át kíván adni a nemzeti bíróságoknak. 18 személyt még nem fogtak el, közülük néhányról azt feltételezik, hogy meghaltak. Az első per, Jean-Paul Akayesu ügye, 1997-ben kezdődött. Jean Kambanda Ruanda ideiglenes miniszterelnöke bűnösnek vallotta magát a törvényszék előtt.

## Nemi erőszak
Jean-Paul Akayesu pere precedenst állított fel abban a vonatkozásban, hogy a nemi erőszakot népirtás elkövetését is megvalósítható bűncselekménynek minősíti. Az Elsőfokú Tanács megállapította, hogy „a szexuális támadás a tuszi népcsoport megsemmisítésének integráns részét képezte, a nemi erőszak módszeres volt és kizárólag a tuszi nők ellen irányult, ezzel megtestesítve a tettek népirtásnak minősüléséhez szükséges specifikus akaratot.”  Az elnöklő bíró Navanethem Pillay egy az ítélet utáni nyilatkozatában azt mondta „A nemi erőszakot időtlen idők óta a háborús zsákmány részének tekintették. Mostantól háborús bűnnek fog számítani. Erős üzenetet akarunk küldeni, hogy a nemi erőszak többé nem háborús trófea.”

## Fordítás
- Ez a szócikk részben vagy egészben az International Criminal Tribunal for Rwanda című angol Wikipédia-szócikk ezen változatának fordításán alapul.  Az eredeti cikk szerkesztőit annak laptörténete sorolja fel. Ez a jelzés csupán a megfogalmazás eredetét és a szerzői jogokat jelzi, nem szolgál a cikkben szereplő információk forrásmegjelöléseként.